# Daily Express

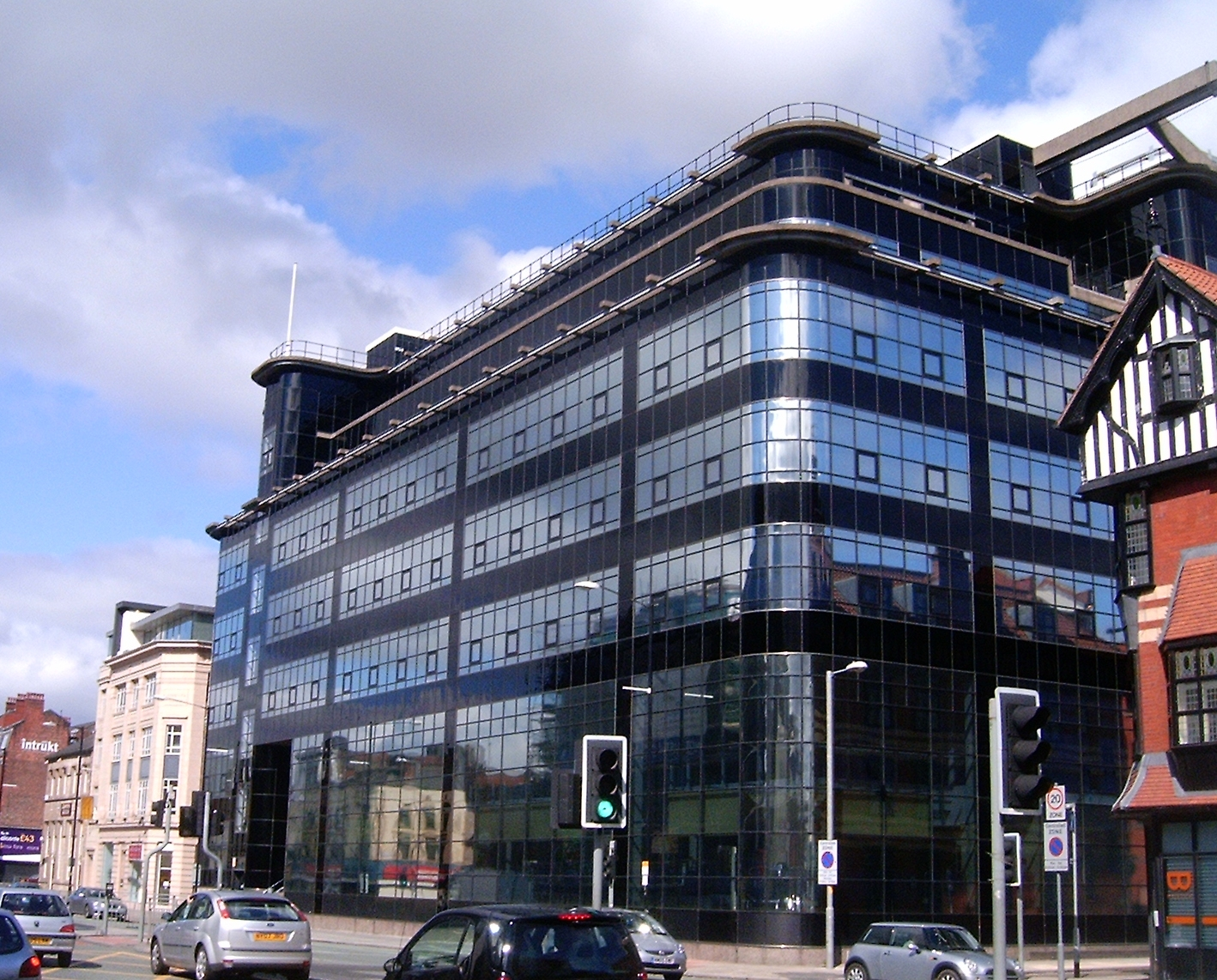
Daily Express Building, Manchester

De Daily Express is een Brits dagblad op tabloidformaat. De krant werd opgericht in 1900 en is in het bezit van Northern & Shell. Het was de eerste krant ter wereld met een kruiswoordpuzzel. Het aantal lezers van de krant ligt rond de half miljoen en de politieke mening is rechts, conservatief en populistisch, tegen de Europese Unie en massa-immigratie. Haar zusterkrant, de zondagskrant Sunday Express werd opgericht in 1918.
Al sinds de oprichting richt de krant zich naast politiek, algemeen en economisch nieuws vooral op sport, roddel, seksgerelateerde schandalen, de "sterren", vrouwenzaken als mode en stijl. Er verschijnen ook veel sensationele verhalen over verkeersongelukken en morbide moorden en verkrachtingen met veel zwaargetroffen slachtoffers. Veel van deze artikelen worden verduidelijkt met bloederige foto's van de slachtoffers en exclusieve interviews met hen of hun familie. De krant wordt over het algemeen genoemd en erkend als boulevardblad, maar noemt zichzelf, net als zijn grote concurrent de Daily Mail, netter, degelijker, beschaafder en meer "middle-class" dan boulevardbladen als The Sun. Ofschoon de krant dan ook geen page-three girl heeft, worden veel artikelen opgeleukt met foto's van halfnaakte jonge vrouwen, met name de roddel- en schandaalartikelen.
De krant lijkt op terreinen als lettertypen, politieke mening, nieuwskeuze en schrijfstijl erg op de Daily Mail. De krant wordt weleens racisme en nationalisme verweten, met name vanwege de politieke mening, het plaatsen van Engelands patroonheilige Sint-Joris als logo en de Union Jack op de voorpagina bij historisch nieuws. Ondanks het rechtse karakter van de krant, steunde de Daily Express bij de verkiezingen van 2001 de linkse Labour Party van Tony Blair, maar in 2004 steunde de krant weer de Conservative Party, zoals voorheen.
De krant werd na de dood van prinses Diana bekend vanwege de ellenlange complottheorieën en verslagen over haar dood, die bijna dagelijks de voorpagina haalden. Dit heeft het blad de bijnaam de "Diana Express" gegeven.